# Daniela Bártová
Daniela Bártová (República Checa, 6 de mayo de 1974) es una atleta checa retirada especializada en la prueba de salto con pértiga, en la que consiguió ser subcampeona europea en pista cubierta en 1998.

## Carrera deportiva
En el Campeonato Europeo de Atletismo en Pista Cubierta de 1998 ganó la medalla de plata en el salto con pértiga, con un salto por encima de 4.40 metros, tras la ucraniana Anzhela Balakhonova (oro con 4.45 metros que fue récord del mundo) y por delante de la islandesa Vala Flosadóttir (bronce también con 4.40 metros pero en más intentos).